# Mike Cahill (réalisateur)
Pour les articles homonymes, voir Mike Cahill et Cahill.
Mike Cahill est un réalisateur, scénariste, producteur et monteur américain, né le 5 juillet 1979 à New Haven en Connecticut.

## Biographie
Mike Cahill est diplômé de l'université de Georgetown en 2001, où il a rencontré tout d'abord Zal Batmanglij, puis Brit Marling avec qui il décida de collaborer pour percer dans le cinéma.
Il commença à travailler pour la National Geographic Society sur des documentaires animaliers. Il cite Julian Schnabel et Krzysztof Kieślowski (principalement La Double Vie de Véronique) comme des influences majeures sur son œuvre. Passionné d'astronomie et de science-fiction, il admire Carl Sagan et Isaac Asimov.

## Filmographie

### En tant que réalisateur
- 2011 : Another Earth
- 2014 : I Origins
- 2021 : État d'esprit (Bliss)

### En tant que scénariste
- 2011 : Another Earth
- 2014 : I Origins

### En tant que producteur
- 2011 : Another Earth
- 2014 : I Origins

### En tant que monteur
- 2006 : Leonard Cohen: I'm Your Man
- 2006 : Everyone Stares (en)
- 2011 : Another Earth
- 2014 : I Origins

### En tant que directeur de la photographie
- 2006 : Leonard Cohen: I'm Your Man
- 2011 : Another Earth
- 2014 : I Origins

## Distinctions

### Récompenses
- Festival international du film de Locarno :  Mention spéciale pour Another Earth
- Festival du film de Sundance :
  - Prix Alfred P. Sloan 2011 pour Another Earth
  - Prix du public 2011  pour Another Earth
  - Prix Alfred P. Sloan 2014 pour I Origins

### Nominations
- Saturn Award 2012 : Meilleur scénario pour Another Earth
- Gotham Independent Film Awards 2011 : Meilleure révélation de l'année (réalisateur) pour Another Earth
- Independent Spirit Awards 2012 :
  - Meilleur premier film pour Another Earth
  - Meilleur premier scénario pour Another Earth
- Festival international du film de Locarno 2011 : Léopard d'or pour Another Earth
- Festival du film de Sundance 2011 : Grand prix pour Another Earth